# کفترکار
کفترکار، روستایی است از توابع بخش یانه‌سر شهرستان بهشهر در استان مازندران ایران.

## جمعیت
این روستا در دهستان عشرستاق قرار دارد و براساس سرشماری مرکز آمار ایران در سال ۱۳۸۵، جمعیت آن ۷۵ نفر (۲۳خانوار) بوده‌است. مردم کفترکار از قومیت طبری هستند. مردم کفترکار به زبان طبری (مازندرانی) سخن می‌گویند.
با روند مهاجرت مردم به سمت شهرها، جمعیت سکنه ی ثابت روستا به 8 خانوار کاهش پیدا کرده و تبدیل به روستایی ییلاقی شده و در فصل تابستان تعداد خانوارهای ساکن در روستا گاهی به عدد50 نیز می رسدکه برای روستای کوچک کفترکار رقم قابل توجهی است.
با توجه به آسفالت بودن راه دستیابی به روستای کفترکار اکثراً مسافرت های یک یا دو روزه به روستا را در برنامه های خود قرار می دهند.